# Verein für biologisch-dynamische Landwirtschaft
Der Verein für biologisch-dynamische Landwirtschaft ist ein Schweizer Bio-Anbauverband für die biologisch-dynamische Landwirtschaft. Die von den Mitgliedern praktizierte biologisch-dynamische Wirtschaftsweise basiert auf den landwirtschaftlichen Konzepten und der spirituell-esoterischen Weltanschauung der Anthroposophie Rudolf Steiners.

## Geschichte

### Verein für biologisch-dynamische Landwirtschaft
1935 wurde der Verein zur Einführung der biologisch-dynamischen Wirtschaftsweise gegründet, ab 1937 Verein für biologisch-dynamische Landwirtschaftsmethode. Erster Präsident war Ehrenfried Pfeiffer, von 1935 bis mindestens 1937. Der inzwischen als Produzentenverein für biologisch-dynamische Landwirtschaftsmethode benannte Verein wurde ab spätestens 1969 und bis 1973  von Konrad Oswald, Landwirt auf dem Oswaldhof in Mattwil, präsidiert. Sein Nachfolger Fritz Baumgartner hatte die Position von 1973 bis 2004 inne, wobei der Verein 1996 in Verein für biologisch-dynamische Landwirtschaft umbenannt wurde. 1973 bis 1982 war Baumgartner Leiter auf dem Bruederholzhof in Oberwil.
Der Verein ist Mitglied beim Dachverband Demeter International und bei Bio Suisse.

### Schweizerischer Demeter-Verband (Demeter Schweiz)
Der Schweizerische Demeter-Verband (Demeter Schweiz) wurde 1997 gegründet. Über einen Poolvertrag, welcher 2019 überarbeitet wurde, haben sich drei Organisationen zu Demeter Schweiz zusammengeschlossen. Neben dem Verein für biologisch-dynamische Landwirtschaft sind dies der Konsumenten-Verband und die IG Handel und Verarbeitung.
Seit Herbst 2016 werden die Produkte auch von den klassischen Lebensmitteleinzelhändlern vertrieben. Das Produktspektrum umfasst Lebensmittel und Kosmetika, welche vorwiegend in Bioläden und Reformhäusern verkauft werden, seit einiger Zeit aber auch bei Supermarktketten wie Coop und Migros.
Im Jahr 2020 hat der Verband bei der Trinkwasser-Initiative Stimmfreigabe und bei der Pestizid-Initiative die Ja-Parole beschlossen. Im Jahr 2022 hat der Verband die Ja-Parole zur Massentierhaltungsinitiative beschlossen und zusammen mit anderen Organisationen eine Werbekampagne für weniger Fleischkonsum durchgeführt.

## Richtlinien
Alle Produkte von Demeter Schweiz erfüllen auch die Bio-Suisse-Standards. Importierte Demeter-Produkte unterliegen hingegen den Richtlinien von Demeter International und erfüllen die Anforderung von Bio Suisse nicht ganz. 2022 wurde der Einsatz von Spinosad verboten und entschieden, dass ab 2024 und gestaffelt bis Ende 2030 sämtliche Kälber mindestens 120 Tage auf dem Geburtsbetrieb oder einem zertifizierten Partnerbetrieb bleiben müssen, bevor sie auf einen Mast- oder Aufzuchtbetrieb verschoben werden dürfen. Dies Entspricht den Anforderungen des neuen Bio-Labels Retour aux sources von Aldi Suisse.